# Pădurea Bălteni - Hârboanca
Pădurea Bălteni - Hârboanca este o arie protejată (arie specială de conservare — SAC, sit de importanță comunitară — SCI) din România, desemnată în scopul protejării biodiversității și menținerii într-o stare de conservare favorabilă a florei spontane și faunei sălbatice, precum și a habitatelor naturale de interes comunitar aflate în arealul zonei de protecție. Aceasta se întinde pe o suprafață de 535,2 ha, integral pe uscat.

## Localizare
Situl se întinde pe teritoriile administrative ale comunelor Bălteni, Delești și Ștefan cel Mare din județul Vaslui. Centrul sitului Pădurea Bălteni - Hârboanca este situat la coordonatele 46°39′54″N 27°39′20″E / 46.665006°N 27.655539°E.

## Înființare
Situl Pădurea Bălteni - Hârboanca (ROSCI0158) a fost declarat sit de importanță comunitară în decembrie 2007 pentru a proteja un număr necunoscut de specii din flora spontană și fauna sălbatică aflate în arealul zonei. Situl a fost protejat și ca arie specială de conservare în mai 2022.

## Biodiversitate
Situată în ecoregiunea continentală, aria protejată conține 2 habitate naturale: Păduri de stejar și de carpen dacice, Păduri mixte riverane de Quercus robur, Ulmus laevis și Ulmus minor, Fraxinus excelsior sau Fraxinus angustifolia, de-a lungul marilor râuri (Ulmenion minoris).
La baza desemnării sitului se află un număr nedeclarat de specii protejate.
Pe lângă speciile protejate, pe teritoriul sitului au mai fost identificate 24 de specii de plante, 5 specii de mamifere.